# Station Bastenaken-Zuid
Station Bastenaken-Zuid (Frans: Gare Bastogne-Sud) was een spoorwegstation langs spoorlijn 163 (Libramont-Bastogne-Gouvy) in de Belgische stad Bastenaken.
Sinds mei 1993 rijden er, wegens de slechte staat van de lijn, geen treinen meer op het traject Libramont-Bastenaken. De lijn werd vervangen door een busdienst van de NMBS, de exploitatie hiervan wordt evenwel uitgevoerd door de TEC. Officieel is de snelbusdienst 'tijdelijk'.
Ondanks het feit dat geen enkele trein Bastogne-Sud meer aandeed bleef het stationsloket al die tijd wel geopend. Pas in 2004 werd het loket gesloten.
Op het voorplein van het station was het buurtspoorwegstation van de buurtspoorlijn 516 (SNCV).

## Reizigerstellingen
De grafiek en tabel geven het gemiddeld aantal instappende reizigers weer op een week-, zater- en zondag.
| Tabel: aantal instappende reizigers station Bastogne-Sud | Tabel: aantal instappende reizigers station Bastogne-Sud | Tabel: aantal instappende reizigers station Bastogne-Sud | Tabel: aantal instappende reizigers station Bastogne-Sud |
|                                                          | Weekdag                                                  | Zaterdag                                                 | Zondag                                                   |
| -------------------------------------------------------- | -------------------------------------------------------- | -------------------------------------------------------- | -------------------------------------------------------- |
| 1977                                                     | 204                                                      | 89                                                       | 26                                                       |
| 1978                                                     | 252                                                      | 171                                                      | 26                                                       |
| 1979                                                     | 249                                                      | 140                                                      | 137                                                      |
| 1980                                                     | 274                                                      | 137                                                      | 176                                                      |
| 1981                                                     | 264                                                      | 135                                                      | 107                                                      |
| 1982                                                     | 264                                                      | 120                                                      | 147                                                      |
| 1983                                                     | 259                                                      | 154                                                      | 121                                                      |
| 1984                                                     | 231                                                      | 97                                                       | 176                                                      |
| 1985                                                     | 257                                                      | 120                                                      | 191                                                      |
| 1986                                                     | 227                                                      | 85                                                       | 178                                                      |
| 1987                                                     | 210                                                      | 101                                                      | 125                                                      |
| 1988                                                     | 243                                                      | 85                                                       | 209                                                      |
| 1989                                                     | 232                                                      | 184                                                      | 193                                                      |
| 1990                                                     | 165                                                      | 130                                                      | 231                                                      |
| 1991                                                     | 183                                                      | 102                                                      | 177                                                      |
| 1992                                                     | 125                                                      | 105                                                      | 180                                                      |
| 1993                                                     | 100                                                      | 46                                                       | 105                                                      |
| 1994                                                     | 119                                                      | 88                                                       | 141                                                      |
| 1995                                                     | 88                                                       | 60                                                       | 60                                                       |
| 1996                                                     | 116                                                      | 44                                                       | 82                                                       |
| 1997                                                     | 106                                                      | 51                                                       | 63                                                       |
| 1998                                                     | 93                                                       | 42                                                       | 46                                                       |
| 1999                                                     | 75                                                       | 24                                                       | 21                                                       |
| 2000                                                     | 96                                                       | 52                                                       | 86                                                       |
| 2001                                                     | 110                                                      | 39                                                       | 99                                                       |
| 2002                                                     | 161                                                      | 54                                                       | 90                                                       |
| 2003                                                     | 148                                                      | 38                                                       | 78                                                       |

0,0: Libramont ·
3,5: Ourt ·
6,6: Bernimont ·
10,5: Wideumont ·
15,7: Rosières ·
18,9: Morhet ·
22,2: Sibret ·
24,2: Villeroux ·
28,7: Bastenaken-Zuid ·
29,8: Bastenaken-Noord ·
33,4: Bizory ·
38,9: Bourcy ·
44,6: Tavigny ·
52,5: Limerlé ·
58,9: Gouvy ·
66,4: Beho ·
69,0: Maldange ·
71,4: Weisten ·
74,2: Crombach ·
79,0: Sankt Vith